# 弯距翠雀花
弯距翠雀花（学名：Delphinium campylocentrum）为毛茛科翠雀属的植物，是中国的特有植物。分布于中国大陆的甘肃、四川等地，生长于海拔3,400米至3,900米的地区，多生长在山地云杉林中和林边草坡，目前尚未由人工引种栽培。